# Farkas Mihály (asztalos)

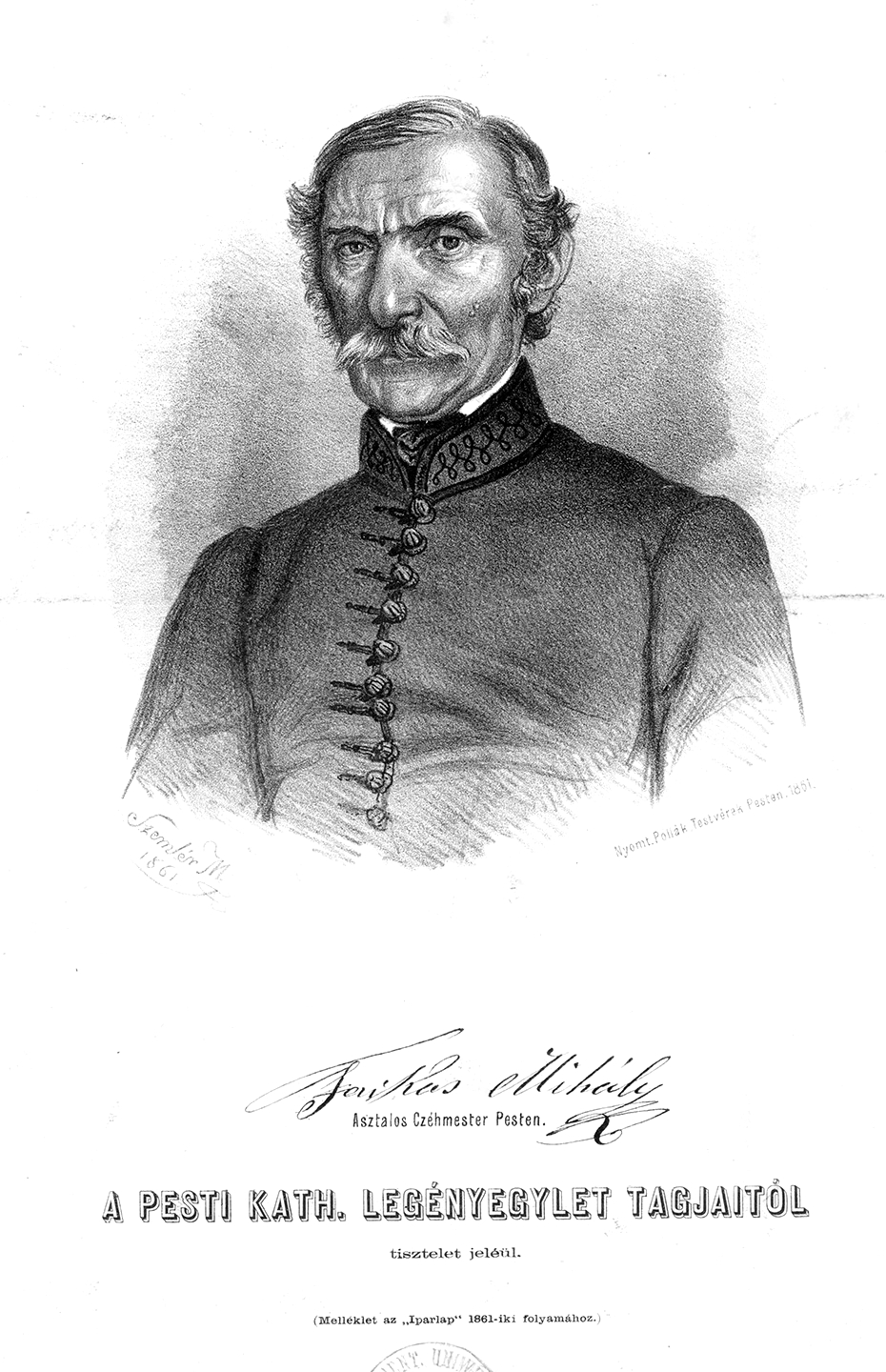
Farkas Mihály portré, litográfia, Szemlér Mihály

Farkas Mihály (Szegvár, 1799. július 4. – Budapest, 1880. május 3.) asztalosmester, fővárosi képviselő.

## Élete
Fazekas György és Marázsi Anna fiaként született. 1822-ben vándorlegényként érkezett Pestre. 1827-ben lett mester. Főleg parkettagyártással illetve épületasztalos munkákkal foglalkozott, de készített bútorokat is. Előbb a Kecskeméti utcában, majd az Üllői úton volt műhelye. 1846-tól volt a pesti asztalos céh főcéhmestere. 1861-ben Pest város képviselőtestületének tagjává választották. Élete végén nemesi címet kapott. Elhunyt 1880. május 3-án éjjeli 11 órakor, örök nyugalomra helyezték május 5-én délután a Kerepesi úti temetőben a római katolikus egyház szertartása szerint. Neje Szautner Éva volt. Fia, ifj. Farkas Mihály a jog- és államtudományok doktora, gazdasági író lett.

## Munkái
Legjelentősebb alkotásai a jászberényi és az eszéki megyeháza, a debreceni városháza, az Üllői úti kaszárnya épületasztalos munkái, valamint a képviselőterem berendezése 1848-ban a Magyar Nemzeti Múzeum épületében.

## Források

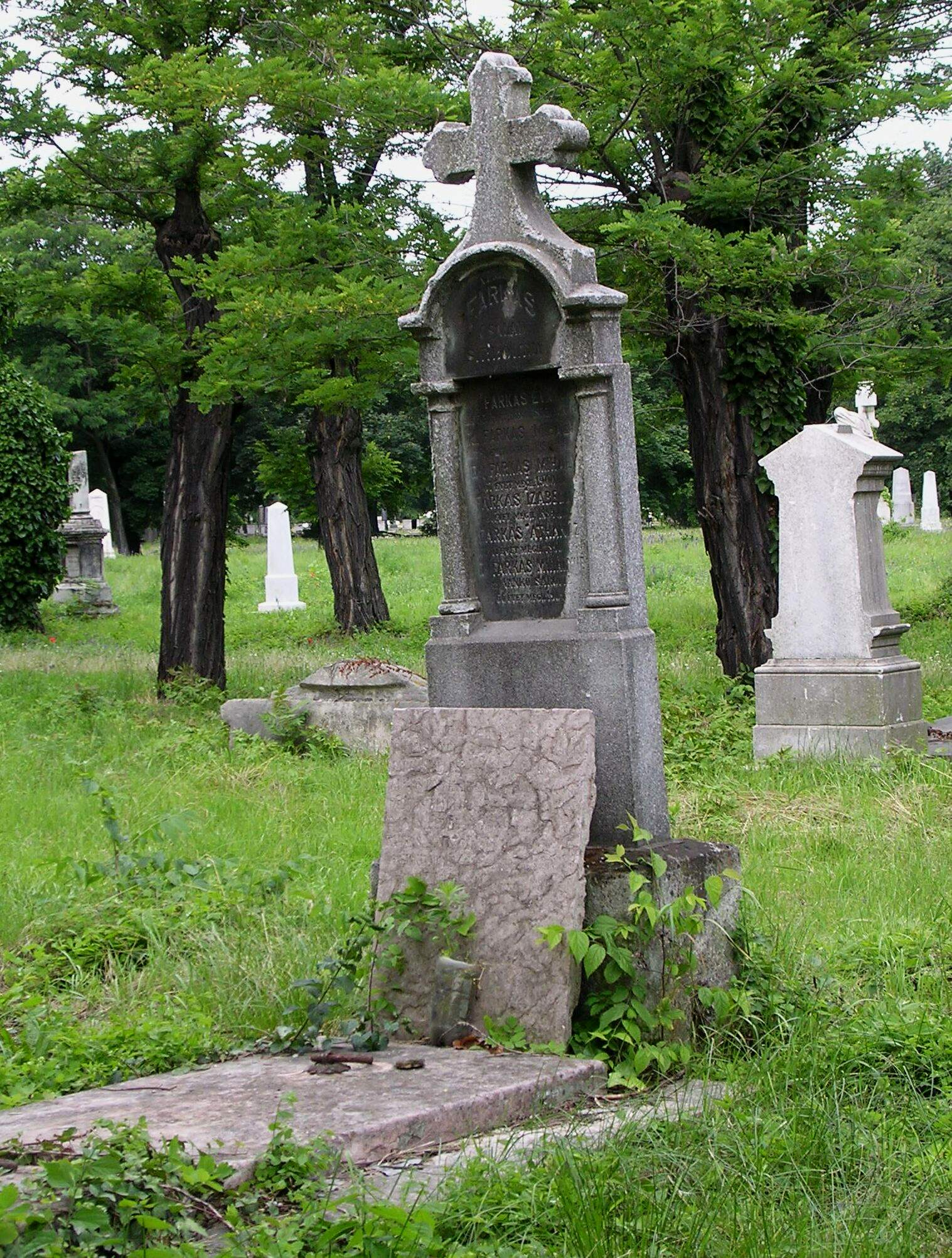
Sírja a Fiumei úti sírkertben (9/2-1-11/12)